# Gun Maria Pettersson

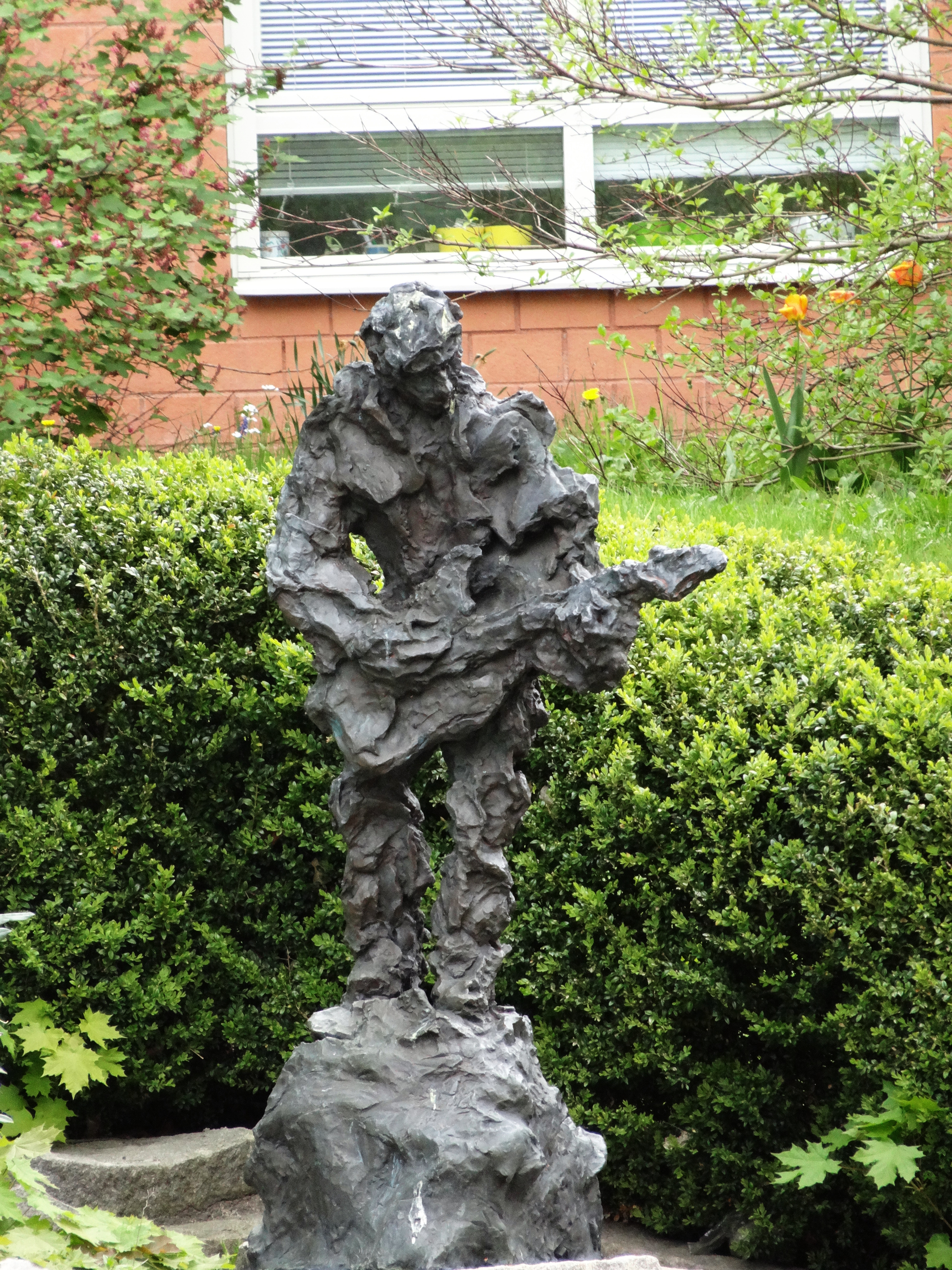
Gitarrspelare i Göteborg

Gun Maria Pettersson, född 24 maj 1943 i Högsjö, Vingåkers kommun, död 2 april 2007 i Katrineholm, var en svensk skulptör och målare.
Hon studerade vid Kungliga konsthögskolan 1966-1971. År 1966 debuterade hon med en utställning på Liljevalchs konsthall i Stockholm och hennes genombrott kom i samband med hennes första separatutställning 1971 på Galerie Burén. Hon tilldelades Ester Lindahls stipendium 1980.
År 1983 utnämndes hon till första kvinnliga professor vid Kungliga konsthögskolan i Stockholm, en professur som hon innehade till 1986. År 1987 var hon gästläsare på Valands konstskola i Göteborg, där hon utnämndes till professor 1989. Gun Maria Pettersson undervisade även vid Gerlesborgsskolan och vid Konstfack.
Hennes verk finns bland annat på Moderna museet, Televerket i Malmö, Aranđelovac (Serbien), på Karlaplatsen i Göteborg och på Katrineholms kommunbibliotek Ängeln. Hösten 2009 hölls en retrospektiv utställning på Thielska Galleriet i Stockholm.
Gun Maria Pettersson har även gjort ett porträtt av finansmannen Anders Wall.
Gun Maria Pettersson var syssling till vänsterdebattören Göran Greider.

## Offentliga verk i urval
- Gitarrspelare, brons, 1994, Norra Fjädermolnsgatan i Biskopsgården i Göteborg